# Verpackungsgruppe
Der Begriff Verpackungsgruppe (VG oder VPG) bedeutet eine transportrechtliche Einteilung der Stoffe und Gegenstände als Gefahrgüter:
- Verpackungsgruppe I:    Stoffe mit hoher Gefahr
- Verpackungsgruppe II:   Stoffe mit mittlerer Gefahr
- Verpackungsgruppe III:  Stoffe mit geringer Gefahr[1]

Mit der Verpackungsgruppe werden bestimmte Anforderungen an die Verpackung für Gefahrgüter definiert (X-kodiert, Y-kodiert, Z-kodiert).